# Wulanhada (socken i Kina, lat 45,28, long 120,59)
Wulanhada (kinesiska: 乌兰哈达, 乌兰哈达苏木) är en socken i Kina. Den ligger i den autonoma regionen Inre Mongoliet, i den norra delen av landet, omkring 880 kilometer nordost om regionhuvudstaden Hohhot. Antalet invånare är 7766. Befolkningen består av 3 846 kvinnor och 3 920 män. Barn under 15 år utgör 11,0 %, vuxna 15-64 år 76 %, och äldre över 65 år 11,0 %.
Genomsnittlig årsnederbörd är 638 millimeter. Den regnigaste månaden är juli, med i genomsnitt 158 mm nederbörd, och den torraste är februari, med 3 mm nederbörd.